# Mianmar hadereje
Mianmar hadereje a szárazföldi erőkből, a légierőből és a haditengerészetből áll.

## Fegyveres erők létszáma
- Aktív: 344 000 fő

## Szárazföldi erők
Létszám
325 000 fő
Állomány
- 10 közepes gyalogos hadosztály
- 12 regionális parancsnokság (egyenként 10 ezreddel)
- 145 gyalogos zászlóalj

Felszerelés
- 200 db harckocsi (kínai 69-es típus)
- 100 db közepes harckocsi (kínai 63-as típus)
- 115 db felderítő harcjármű (Ferret, Humber, Mazda)
- 270 db páncélozott szállító jármű
- 230 db vontatásos tüzérségi löveg

## Légierő
Létszám
9000 fő
Állomány
- 3 vadászrepülő század
- 2 közvetlen támogató század
- 1 szállító század
- 4 helikopteres század

Felszerelés
- 113 db harci repülőgép (F–7, FT-J, MiG–29, A-5M)
- 12 db szállító repülőgép
- 29 db harci helikopter
- 66 db szállító helikopter

## Haditengerészet
Létszám
10 000 fő
Hadihajók
- 81 db hadihajó